# Non voltarmi le spalle
Non voltarmi le spalle è un film italiano del 2006 diretto da Fulvio Wetzl.
Il film è sottotitolato per gli udenti, poiché ci sono molte sequenze parlate in lingua dei segni italiana.

## Trama
Rovereto: Anna è una ragazza sorda con difficoltà d'integrazione in una scuola superiore del paese. In questo cammino Anna è aiutata da Giorgia, assistente alla comunicazione, proveniente da Napoli, anche lei quindi alle prese con problemi di integrazione in una comunità udente e una scuola del Nord Italia. Dopo iniziali comprensibili difficoltà le due donne riusciranno nell'intento, superando le diffidenze e modificando le inveterate abitudini didattiche della scuola. Nelle frequenti uscite dalla scuola Anna entrerà in contatto con il mondo della musica (di cui i sordi hanno comunque percezione attraverso le vibrazioni), dell'arte (attraverso una visita dettagliata al MART, il Museo d'arte moderna e contemporanea di Trento e Rovereto, costruito da Mario Botta), della Storia con la visita al Museo storico italiano della guerra.